# 丁振海
丁振海（1941年—），笔名臻海，男，河北石家庄人，中国文艺理论家，红学家，《人民日报》原文艺部主任、海外版总编辑，中国作家协会名誉委员，第十届全国政协委员。